# 官亭塔站
官亭塔站是位于湖南澧县官亭乡的一个铁路车站，邮政编码415215。车站建于1978年，有焦柳铁路经过该站，现仅办理货运业务，不办理客运业务。车站距离月山站835公里，隶属广铁集团，是五等站，本站及相邻上下行区间均为电气化区段。